# Eugen Fischer
Eugen Fischer (Karlsruhe, Baden-Württemberg, Imperi Alemany, 5 de juliol de 1874 – Friburg de Brisgòvia, Baden-Württemberg, República Federal Alemanya, 9 de juliol de 1967) va ser un antropòleg i metge alemany. Va ser membre del Partit Nazi (NDSAP). És considerat com el científic més influent en l'elaboració de la ideologia racista del nazisme.

## Ideòleg d'una antropologia racista
El 1908 va conduir una recerca a Rehoboth (Namíbia), aleshores una colònia alemanya, amb mestissos descendents dels primers colons neerlandesos i la població original. Les seves conclusions van sortir al llibre Els bastards de Rehoboth i el problema de la bastardització de l'home en què hi va escriure: «Se'ls ha de garantir [= als mestissos de Rehoboth] una certa protecció, només pel temps que ens són útils — després val la competició lliure, és a dir, segons el meu parer, la seva perdició».
Amb Carl Correns, Richard Goldschmidt i Erwin Baur va fundar l'Institut Emperador Guillem d'Antropologia, Genètica Humana i Eugenèsica a Berlín, del qual va ser el primer director del 1927 al 1942. En aquesta funció va ser un dels principals defensors de les Lleis de Nuremberg sobre la «puresa de la raça» i així va implicar-se en donar fonaments «científics» als crims contra la humanitat dels nacionalsocialistes. El 1933 va escriure: «Persones amb malalties genètiques i persones que per la seva raça no convenen al nostre poble han de ser destruïdes.» Així, és un dels responsables de la política d'higiene racial que va conduir a l'extermini sistemàtic dels jueus i també dels bastards i dels malalts i dèbils mentals considerats com a vida no mereixedora de vida.
No només va contribuir amb els seus estudis i publicacions a una antropologia etnocèntrica i racista, que gaudia de molta predicació 
| « | El món pensa que lluitem contra els jueus només per a desembarrassar-nos d'empresaris exitosos o de la concurrència espiritual. No, l'essència és i queda l'objectiu de salvar la raça crescuda del llinatge alemany i netejar-la dels estrangers, de raça diferent, que amenacen de conduir el seu desenvolupament espiritual en altres direccions i que parcialment van reeixir a fer-ho. […] Tant com descartem llinatges estrangers a la nostra raça, rebutjem malalties genètiques. Aquí reivindiquem un sacrifici, en efecte, un sacrifici incondicional. L'home amb una malaltia genètica greu, l'idiota, el malalt mental profund, però també el mutilat o espàstic que psicològicament pateix molt de la seva fatalitat, no tenen cap dret a procrear-se. Tothom que té prou seny i intel·ligència per a comprendre això, segueix el Führer Adolf Hitler al camí de la salut i del renovament del nostre poble. | » |

El 1936, després de l'aprovació de les Lsinó que leis de Nuremberg va escriure una carta en la ler a la qual va regraci,r-lo per què les noves lleis per fi van fer possibltal e que «els resultats dels estudis d'especialistes en geserveixinina van servir de manera pràctica al Poble completament.» De 1937 a 1938 Fischer i els seus col·legues van analitzar 600 nens i nenes, desdendents de soldats francesos d'origen africà que van ocupar parts d'Alemanya després de la Primera Guerra Mundial. De manera il·legal, tots van ser esterilitzats després.inguéEl 1942 esdevé professor emèribé i el 1944 rep l'Adlerschild des deutschen Reiches, la condecoracióa més alta per un científic, amb la menció «al fundador de la Genèticaingué umana» i obté una funció en la direcció de la federació nacionalsocialista de docents i professors.

## Després de la guerra
Després de la guerra no va ser inquietat ni tampoc desnazificat. El 1952, la Societat Alemanya d'Antropologia va nomenar-lo membre honorari. De manera sorprenent, el 1961 en una reedició de la seva obra sobre els mestissos del Rehoboth de 1908, l'editorial va insistir sobre la necessitat de reeditar aquest llibre clàssic en un elogi sobre l'autor que «no va rebre prou consideració, tot i que va portar material molt significatiu al problema molt actual de l'aculturació». Va morir en llibertat a Friburg de Brisgòvia el 9 de juliol de 1967.